# 巴克姆斯特德 (康乃狄克州)
巴克姆斯特德（英語：Barkhamsted）是一個位於美國康乃狄克州利奇菲爾德縣的城鎮。

## 地理
巴克姆斯特德的座標為41°55′45″N 72°58′20″W / 41.92917°N 72.97222°W，而該地的平均海拔高度為171米（即561英尺）。

## 人口
根據2010年美國人口普查的數據，巴克姆斯特德的面積為100.50平方千米，當中陸地面積為93.80平方千米，而水域面積為6.70平方千米。當地共有人口3711人，而人口密度為每平方千米36人。